# Thaumatoplites nigriceps
Thaumatoplites nigriceps är en stekelart som beskrevs av Heinrich 1968. Thaumatoplites nigriceps ingår i släktet Thaumatoplites och familjen brokparasitsteklar. Inga underarter finns listade i Catalogue of Life.